# Cadolzhofen

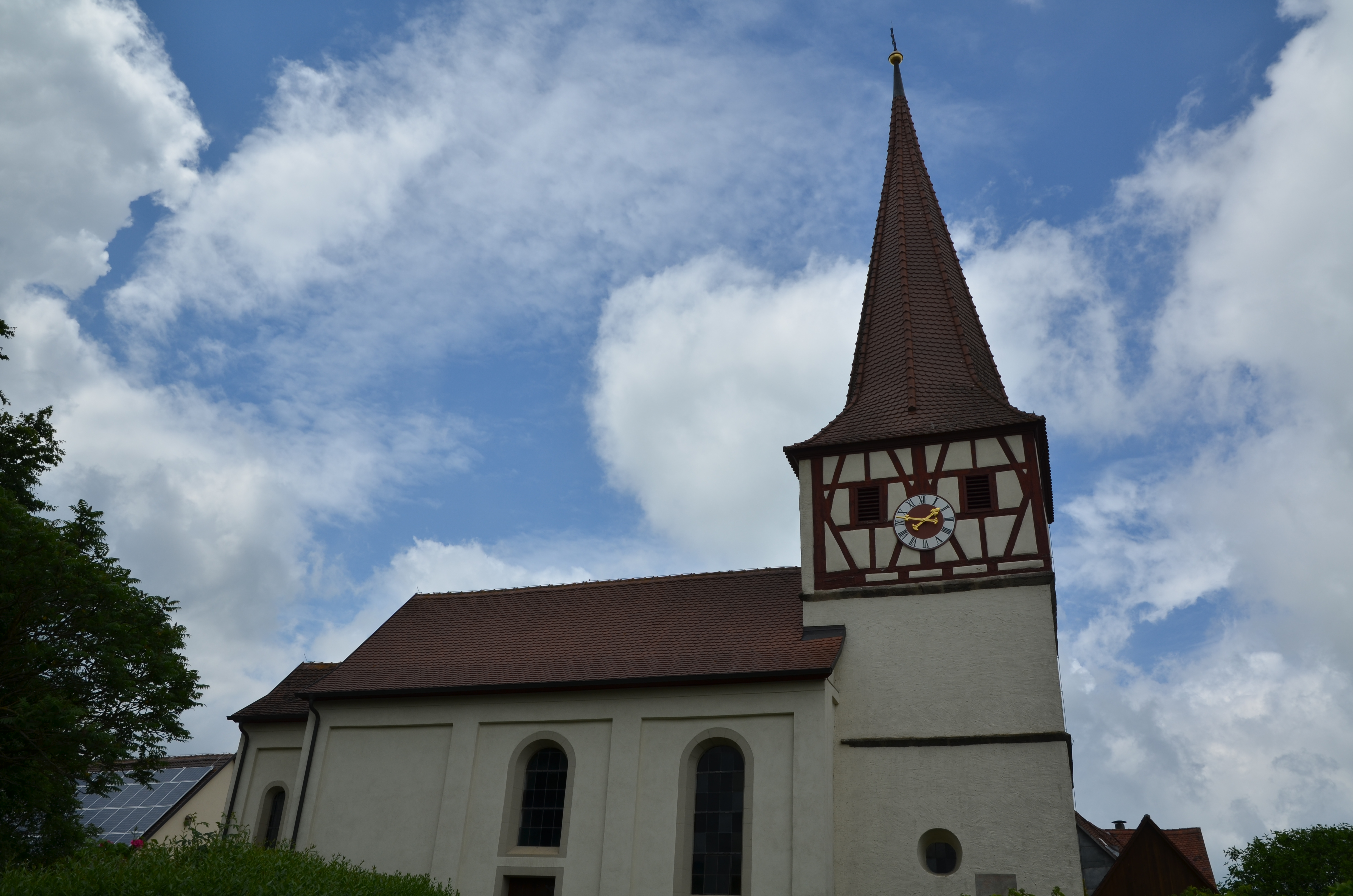
Heilig-Kreuz-Kirche

Cadolzhofen ist ein Gemeindeteil der Gemeinde Windelsbach im Landkreis Ansbach (Mittelfranken, Bayern). Die Gemarkung Cadolzhofen hat eine Fläche von 4,155 km². Sie ist in 287 Flurstücke aufgeteilt, die eine durchschnittliche Fläche von 14.477,46 m² haben.

## Geografie
Das Kirchdorf liegt am Ödenbach, einem linken Zufluss des Kreuthbachs, der wiederum ein rechter Zufluss der Altmühl ist. 0,5 km nördlich zwischen dem Lenzenberg und dem Brandholz gibt es ein Naturschutzgebiet. Dort befindet sich eine Mergelgrube, die als Geotop ausgezeichnet ist. 1 km westlich erhebt sich der Höhenberg (458 m ü. NHN), 0,7 km südöstlich der Rabenbuck.
Die Kreisstraße AN 8 führt nach Burghausen (2 km nordöstlich) bzw. nach Windelsbach (2,5 km westlich). Eine Gemeindeverbindungsstraße führt nach Stettberg (1,5 km südöstlich).

## Geschichte
Seit dem 14. Jahrhundert gab es eine Kapelle, die heutige Heilig-Kreuz-Kirche, die vermutlich eine Filiale von St. Sebastian, Cornelius und Cyprian (Binzwangen) war.
Im 16-Punkte-Bericht des brandenburg-ansbachischen Oberamts Colmberg von 1608 wurden für Cadolzhofen 18 Mannschaften verzeichnet: 5 Anwesen unterstanden dem Kastenamt Colmberg, 3 Anwesen dem Hofkastenamt Ansbach, 9 Anwesen der Reichsstadt Rothenburg und 1 Anwesen der Deutschordenskommende Virnsberg. Das Hochgericht übte das Vogtamt Colmberg aus. Im 16-Punkte-Bericht des Oberamts Colmberg aus dem Jahr 1681 waren für Cadolzhofen 21 Mannschaften verzeichnet. Das Hochgericht wurde von den brandenburg-bayreuthischen Schultheißenämtern Markt Bergel und Burgbernheim strittig gemacht.
Gegen Ende des 18. Jahrhunderts gab es in Cadolzhofen 24 Anwesen. Das Hochgericht übte das Schultheißenamt Markt Bergel aus. Die Dorf- und Gemeindeherrschaft hatte das Vogtamt Colmberg. Grundherren waren das Fürstentum Ansbach (11 Anwesen; Hofkastenamt Ansbach: 3 Köblergüter, 1 Schmiede; Stiftsamt Ansbach: 1 Halbhof; Kastenamt Colmberg: 1 Halbhof, 2 Köblergüter, 1 Köblergut mit Wirtshaus, 1 Söldengut, 1 Schmiede; die Abgaben des Halbhofes und eines Köblergutes gingen an die Pfarrpfründe Colmberg), die Reichsstadt Rothenburg (12 Anwesen; Reichsstadt Rothenburg direkt: 1 Hof, 4 Halbhöfe, 1 Köblergut; St. Wolfgangspflege: 1 Köblergut; Spital Rothenburg: 1 Hof; St. Jakobsstiftung Rothenburg: 2 Halbhöfe; Kirche Windelsbach: 1 Köblergut; Pfarrei Windelsbach: 1 Halbhof) und das Obervogteiamt Virnsberg (1 Köblergut). Neben den Anwesen gab es noch die Filialkirche und kommunale Gebäude (Hirtenhaus, Brechhaus). Von 1797 bis 1808 unterstand der Ort dem Justizamt Leutershausen und Kammeramt Colmberg.
Im Geographischen statistisch-topographischen Lexikon von Franken (1799) wurde der Ort folgendermaßen beschrieben:

„Cadolzhoffen, Cadolshoffen, Brandenburgischer Weiler von 21 [Sp. 526] Gemeindrechten; darunter sind 9 Brandenburgisch, 11 Rothenburgisch und 1 Teutsch-Ordisches. Jeder ist seiner Herrschaft vogt- steuer- und schazbar. Brandenburg stellt den Schultheissen, wohin auch die Fraisch und der Hirtenstab gehört. Der Ort war ehedem nach Stettberg eingepfarrt, jezt nach Binßwang. Am Zehenden hat der Pfarrer zu Windelspach 2⁄3. Die Rothenburgischen Unterthanen haben 32 Dienst und stellen 8 Wägen. Der Schaftrieb und die hohe fraischliche Obrigkeit ist laut Vertrags zwischen Brandenburg und Rothenburg von 1525 Brandenburgisch.“

1806 kam Cadolzhofen an das Königreich Bayern. Im Rahmen des Gemeindeedikts wurde Cadolzhofen dem 1808 gebildeten Steuerdistrikt Windelsbach und der 1810 gegründeten Ruralgemeinde Windelsbach zugeordnet. Mit dem Zweiten Gemeindeedikt (1818) entstand die Ruralgemeinde Cadolzhofen. Sie war in Verwaltung und Gerichtsbarkeit dem Landgericht Leutershausen zugeordnet und in der Finanzverwaltung dem Rentamt Colmberg. Ab 1862 gehörte Cadolzhofen zum Bezirksamt Rothenburg ob der Tauber (1939 in Landkreis Rothenburg ob der Tauber umbenannt) und zum Landgericht Rothenburg (1879 in das Amtsgericht Rothenburg ob der Tauber umgewandelt, seit 1973 eine Zweigstelle des Amtsgerichts Ansbach). Die Finanzverwaltung wurde 1880 vom Rentamt Rothenburg ob der Tauber übernommen (1919 in Finanzamt Rothenburg ob der Tauber umbenannt, seit 1973 Zweigstelle des Finanzamts Ansbach). Die Gemeinde hatte 1964 eine Gebietsfläche von 4,153 km².
Am 1. Juli 1972 kam die Gemeinde in den Landkreis Ansbach, am 1. Mai 1978 wurde sie im Zuge der Gebietsreform in Bayern nach Windelsbach eingemeindet.

### Baudenkmäler
In Cadolzhofen gibt es zwei Baudenkmäler:
- Evangelisch-lutherische Tochterkirche Hl. Kreuz, Chorturmkirche, untere Turmgeschosse romanisch; mit Ausstattung; Friedhof, Ummauerung im Kern wohl spätmittelalterlich, mit Grabsteinen; Kirchenschiff neuromanischer Bau 1903
- Steinkreuz am Furthweg, Richtung Stettberg

- Haus Nr. 21: ehemaliges Hirtenhaus, erste Hälfte des 18. Jahrhunderts; an drei Seiten massives, an der vierten in Fachwerk errichtetes, erdgeschossiges Haus mit hohem Krüppelwalmdach[16]
- Haus Nr. 27: kleines Fachwerkhaus des frühen 19. Jahrhunderts mit Mansarddach[16]

### Bodendenkmäler
- Mittelalterliche und frühneuzeitliche Befunde im Bereich der evangelisch-lutherischen Tochterkirche Hl. Kreuz[15]

### Einwohnerentwicklung
| Jahr      | 1818   | 1840   | 1852   | 1855   | 1861   | 1867   | 1871   | 1875   | 1880   | 1885   | 1890   | 1895   | 1900   | 1905   | 1910   | 1919   | 1925   | 1933   | 1939   | 1946   | 1950   | 1952   | 1961   | 1970   | 1987   | 2011 | 2016  |
| Einwohner | 124    | 179    | 158    | 153    | 159    | 173    | 192    | 188    | 182    | 179    | 169    | 170    | 174    | 174    | 187    | 188    | 185    | 152    | 154    | 215    | 203    | 188    | 144    | 127    | 105    | 107  | 112   |
| Häuser    | 29     | 29     |        |        |        |        | 33     |        |        | 35     | 36     |        | 37     |        |        |        | 37     |        |        |        | 34     |        | 34     |        | 29     |      |       |
| Quelle    | [ 18 ] | [ 19 ] | [ 20 ] | [ 20 ] | [ 21 ] | [ 22 ] | [ 23 ] | [ 24 ] | [ 25 ] | [ 26 ] | [ 27 ] | [ 20 ] | [ 28 ] | [ 20 ] | [ 29 ] | [ 20 ] | [ 30 ] | [ 20 ] | [ 20 ] | [ 20 ] | [ 31 ] | [ 20 ] | [ 12 ] | [ 32 ] | [ 33 ] |      | [ 2 ] |

## Religion
Der Ort ist seit der Reformation evangelisch-lutherisch geprägt und bis heute nach St. Nikolaus (Stettberg) gepfarrt. Die Einwohner römisch-katholischer Konfession sind nach St. Johannis (Rothenburg ob der Tauber) gepfarrt.